# Hyperbaena laurifolia
Hyperbaena laurifolia är en tvåhjärtbladig växtart som först beskrevs av Jean Louis Marie Poiret, och fick sitt nu gällande namn av Urban. Hyperbaena laurifolia ingår i släktet Hyperbaena och familjen Menispermaceae. Inga underarter finns listade i Catalogue of Life.